# La frantumaglia
La frantumaglia è un libro di saggistica scritto dall'autrice italiana Elena Ferrante. Il libro riflette sul suo processo di scrittura in 20 anni ed è stato ripubblicato per riflettere le sue esperienze di scrittura dei romanzi napoletani.

## Trama
La frantumaglia contiene 20 anni di lettere ai suoi editori, interviste e saggi scritti dalla scrittrice italiana Elena Ferrante. In essi, si apre sulla sua scelta di rimanere anonima, affermando che "i libri, una volta scritti, non hanno bisogno di un autore", sul suo processo di scrittura e sulle sue influenze.
Il titolo del libro deriva da un'espressione usata dalla madre della Ferrante, dal verbo frantumare, che significa “accozzaglia di frammenti”, che le saltava intorno e la distruggeva, ed era usata per esprimere “un malessere che non si poteva definire altrimenti e che accennava a un affollato, eterogeneo miscuglio di cose nella sua testa, come macerie che galleggiano sulle acque fangose di un cervello”. Come ha affermato il critico "Ferrante continua a tornare all'idea che siamo tutti "agglomerati volubili" di pezzi e pezzi".
Il libro è diventato particolarmente popolare per la possibilità di saperne di più sulla misteriosa scrittrice, che usa solo uno pseudonimo e che non ha mai rivelato la sua identità, nonostante decenni di speculazioni. Ferrante scrive molto su come il processo di scrittura sia diverso per le donne, nominando le scrittrici che l'hanno ispirata, fra cui Elsa Morante, Madame de Lafayette, Alice Munro, Clarice Lispector, Shulamith Firestone e Luce Irigaray.
Il libro è stato originariamente pubblicato dopo i primi due romanzi scritti da Ferrante, L'Amore Molesto del 1991 e I Giorni dell'Abbandono del 2002 . Il libro è stato successivamente ampliato per includere interviste relative a La Figlia Oscura, del 2006, e alla Serie L'Amica Geniale, scritta tra il 2011 e il 2016.

## Ricezione
Il libro è stato ben accolto dalla critica, che ha elogiato la capacità della Ferrante di guidare il lettore attraverso il suo processo di scrittura. Victor Zarour Zarzar ha affermato che "Frantumaglia potrebbe essere il suo testo più affascinante: è sia la finzione incarnata che un'opera di autoesegesi".
Hanno anche elogiato il modo in cui Ferrante riesce a svelare il meccanismo dietro i suoi amati personaggi: "Eroine che si osservano con attenzione, anche se a volte crollano e non possono; madri; figlie e i loro fastidiosi corpi porosi e in continua evoluzione; bambini; amiche e i capricci dell'amore - questi sono i soggetti più avvincenti di Ferrante."

## Edizioni
Il libro è stato originariamente pubblicato in italiano nel 2003, e a quell'edizione originale sono seguite due versioni ampliate, nel 2007 e nel 2015. Il volume del 2015 è stato il primo ad essere pubblicato in inglese nel 2016.
- Ferrante, Elena, La Frantumaglia: Carte 1991-2003. E/O, 2003.
- Ferrante, Elena. La Frantumaglia: Carte 1991-2003: Tessere 2003-2007. E/O, 2007.
- Ferrante, Elena. La Frantumaglia: Carte 1991-2003: Tessere 2003-2007: Lettere 2011-2016 . E/O, 2015.